# Largen
Largen är en källsjö i Norrtälje kommun och Österåkers kommun i Uppland som ingår i Norrtäljeån-Åkerströms kustområde. Sjön är 21 meter djup, har en yta på 1,38 kvadratkilometer och befinner sig 28 meter över havet. Vid provfiske har bland annat abborre, braxen, gers, Lake och gädda fångats i sjön.
Stora delar av sjön omgärdas av svårgenomtränglig skog och endast tre fastigheter har vattenkontakt.
Sjön räknas till en av Stockholmsområdets renaste sjöar . Largen fick högsta betyg vid länsstyrelsens mätningar av vattenkvaliten (2007) vilket betyder att sjön har kvalitet som en ursprunglig sjö utan mänsklig påverkan. Vid samma undersökning påträffades den sällsynta kolonibildande cyanobakterien sjöhjortron och dess nära släkting sjöplommon.
Sjöns siktdjup gör den till en av Stockholms mest populära dyksjöar.

## Delavrinningsområde
Largen ingår i delavrinningsområde (661112-165307) som SMHI kallar för Utloppet av Largen. Medelhöjden är 37 meter över havet och ytan är 5,03 kvadratkilometer. Det finns inga avrinningsområden uppströms utan avrinningsområdet är högsta punkten. Vattendraget som avvattnar avrinningsområdet har biflödesordning 2, vilket innebär att vattnet flödar genom totalt 2 vattendrag innan det når havet efter 6,2 kilometer. Avrinningsområdet består mestadels av skog (65 procent). Avrinningsområdet har 1,38 kvadratkilometer vattenytor vilket ger det en sjöprocent på 27,5 procent.

## Fisk
Vid provfiske har följande fisk fångats i sjön:
- Abborre
- Braxen
- Gärs
- Gädda
- Löja
- Mört
- Sarv
- Siklöja